# Beaumont Saint-Cyr
Beaumont Saint-Cyr is een gemeente in het Franse departement Vienne (regio Nouvelle-Aquitaine). De plaats maakt deel uit van het arrondissement Poitiers. De gemeente telde 2.941 inwoners op 1 januari 2022.

## Geschiedenis
In 1820 werd Beaumont uitgebreid met een deel van de voormalige gemeente Moussais. Het deel van Moussais op de linkeroever van de Clain kwam bij Beaumont, het deel op de rechteroever bij Vouneuil-sur-Vienne.
Beaumont Saint-Cyr is op 1 januari 2017 ontstaan door de fusie van de gemeenten Beaumont en Saint-Cyr.

## Geografie
De oppervlakte van Beaumont Saint-Cyr bedroeg op 1 januari 2022 36,47 vierkante kilometer; de bevolkingsdichtheid was toen 80,6 inwoners per km². De Clain stroomt door de gemeente.
De onderstaande kaart toont de ligging van Beaumont Saint-Cyr met de belangrijkste infrastructuur en aangrenzende gemeenten.

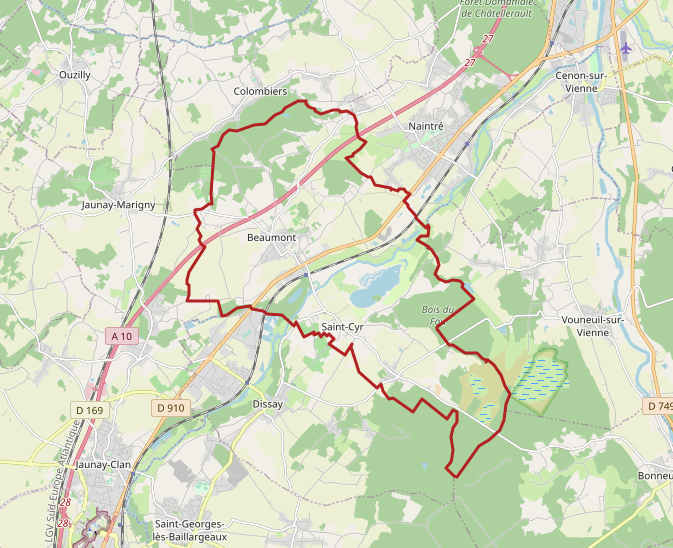

## Verkeer
De autosnelweg A10 loopt door de gemeente.